# Lithacodia biplaga
Lithacodia biplaga là một loài bướm đêm trong họ Noctuidae.